# Pa Modou Kah
Pa Modou Kah (Banjul, 30 luglio 1980) è un allenatore di calcio ed ex calciatore norvegese, di ruolo difensore, tecnico del Phoenix Rising.

## Biografia
Di lingua wolof, Kah è nato in Gambia ma si è trasferito in Norvegia con la sua famiglia all'età di otto anni. Parla otto lingue: oltre al già citato wolof, conosce infatti arabo, olandese, inglese, francese, tedesco, norvegese e svedese.

## Carriera

### Giocatore

#### Club

##### Vålerenga
Kah ha militato nello Skeid a livello giovanile. Successivamente è passato al Vålerenga, per cui ha esordito in Eliteserien in data 23 ottobre 1999, subentrando a Ronny Døhli nella vittoria interna per 2-1 sul Kongsvinger. Il 26 luglio 2000 ha segnato la prima rete nella massima divisione locale, sancendo il definitivo 2-0 con cui la sua squadra ha battuto l'Haugesund. Al termine di questa stessa annata, il Vålerenga è retrocesso in 1. divisjon.
Kah ha contribuito all'immediato ritorno del Vålerenga in Eliteserien. È rimasto in squadra fino ad agosto 2003, facendo parte della squadra che ha vinto il Norgesmesterskapet 2002. Complessivamente, ha totalizzato 80 presenze in campionato con questa maglia, con 6 reti all'attivo.

##### AIK
Kah è passato poi agli svedesi dell'AIK. Ha esordito in Allsvenskan in data 14 settembre 2003, schierato titolare nel pareggio a reti inviolate sul campo dell'Örebro. Il 24 settembre ha giocato la prima partita nelle competizioni europee per club, schierato titolare in occasione della sconfitta interna per 0-1 contro il Valencia, sfida valida per il primo turno della Coppa UEFA 2003-2004. In campionato, Kah ha contribuito al 5º posto finale della squadra.
Il 7 luglio 2004 ha segnato il primo gol nella massima divisione svedese, in occasione del pareggio interno per 1-1 contro il Kalmar. Kah ha lasciato l'AIK al termine del campionato 2004, congedandosi con 27 presenze e una rete in Allsvenskan.

##### Roda JC
A gennaio 2005, Kah si è trasferito agli olandesi del Roda JC, compagine di Eredivisie. Ha esordito nella massima divisione locale in data 22 gennaio, schierato titolare nella sconfitta per 2-0 maturata sul campo del De Graafschap. Il 28 gennaio ha segnato la prima rete, nella vittoria per 4-0 sul Willem II. In questa porzione di stagione, ha totalizzato 16 presenze e 3 reti in Eredivisie, con cui ha contribuito all'8º posto finale della sua squadra e alla conseguente partecipazione alla Coppa Intertoto 2005.

##### Portland Timbers
Il 3 maggio 2013, i Portland Timbers hanno reso noto d'aver ingaggiato Kah, che si sarebbe legato alla squadra con un contratto valido sino al termine della stagione in corso. Secondo l'allenatore Caleb Porter, Kah avrebbe sostituito David Horst, che si era precedentemente rotto una gamba e che sarebbe stato pertanto lontano dai campi da gioco per diversi mesi. Ha debuttato nella Major League Soccer in data 25 maggio, impiegato da titolare nella vittoria per 0-2 in trasferta sul campo del D.C. United.
È rimasto in squadra anche per il campionato 2014. L'11 giugno ha così trovato la prima rete nella massima lega statunitense, nel 2-2 interno contro Dallas. Il 19 agosto ha giocato la prima partita nella CONCACAF Champions League, venendo impiegato nella vittoria per 1-4 in casa dell'Alpha United. Ha lasciato Portland al termine di quella stessa stagione, congedandosi con 47 presenze e una rete tra tutte le competizioni.

##### Vancouver Whitecaps
Il 21 gennaio 2015, i canadesi dei Vancouver Whitecaps hanno comunicato sul loro sito internet d'aver ingaggiato Kah, con i termini dell'accordo tra le parti che sono rimasti riservati. Ha esordito in squadra l'8 marzo successivo, schierato titolare nella sconfitta interna per 1-3 contro Toronto. Il 2 agosto ha segnato le prime reti con questa maglia, contribuendo con una doppietta al successo per 0-3 sul campo dei Seattle Sounders. Ha chiuso l'annata con 26 presenze e 3 reti tra tutte le competizioni. L'11 dicembre 2015, la franchigia ha reso noto di aver rinnovato l'accordo con Kah, che sarebbe rimasto in squadra per un'ulteriore stagione.
Il 25 agosto 2016 ha dato l'addio alla MLS, firmando per la squadra riserve dei Vancouver Whitecaps. Il 21 febbraio 2017 ha annunciato il ritiro dall'attività agonistica.

#### Nazionale
A livello giovanile, Kah ha rappresentato le selezioni giovanili a livello Under-20 e Under-21. Per quanto concerne quest'ultima compagine, ha esordito in data 22 febbraio 2000, schierato titolare nella vittoria in amichevole per 0-1 contro la Finlandia, in una sfida disputatasi La Manga del Mar Menor. Il 25 febbraio successivo, in un'altra amichevole disputata sempre contro la Finlandia, ha trovato la prima rete in Under-21 e ha contribuito alla vittoria per 1-4 della sua squadra.
Ha giocato anche 10 partite per la nazionale maggiore norvegese. Ha debuttato il 24 gennaio 2001, schierato titolare nella vittoria in amichevole per 2-3 contro la Corea del Sud, ad Hong Kong. Il 20 novembre 2002 ha segnato il primo – ed unico – gol, sancendo il successo per 0-1 sull'Austria, a Vienna.

### Allenatore
Il 14 gennaio 2020 riceve la prima nomina di capo allenatore, per i canadesi del Pacific, con cui conquista il titolo nazionale nella stagione 2021.
Il 21 gennaio 2022 viene annunciato come nuovo allenatore del North Texas. Il 1º ottobre dello stesso anno, la società annuncia la separazione consensuale con l’allenatore dopo il quarto posto nella fase regolare e l'eliminazione ai quarti di finale di MLS Next Pro.

## Statistiche

### Presenze e reti nei club
Statistiche aggiornate al 22 febbraio 2017.
| Stagione                | Club                    | Campionato              | Campionato | Campionato | Coppe nazionali | Coppe nazionali | Coppe nazionali | Coppe continentali | Coppe continentali | Coppe continentali | Supercoppe | Supercoppe | Supercoppe | Totale | Totale |
| Stagione                | Club                    | Comp                    | Pres       | Reti       | Comp            | Pres            | Reti            | Comp               | Pres               | Reti               | Comp       | Pres       | Reti       | Pres   | Reti   |
| ----------------------- | ----------------------- | ----------------------- | ---------- | ---------- | --------------- | --------------- | --------------- | ------------------ | ------------------ | ------------------ | ---------- | ---------- | ---------- | ------ | ------ |
| 1999                    | Vålerenga               | ES                      | 1          | 0          | CN              | 0               | 0               | -                  | -                  | -                  | -          | -          | -          | 0      | 0      |
| 2000                    | Vålerenga               | ES                      | 15+1       | 1+0        | CN              | 2               | 0               | -                  | -                  | -                  | -          | -          | -          | 18     | 1      |
| 2001                    | Vålerenga               | 1D                      | 21         | 1          | CN              | ?               | ?               | -                  | -                  | -                  | -          | -          | -          | 21     | 1      |
| 2002                    | Vålerenga               | ES                      | 25         | 2          | CN              | 6               | 2               | -                  | -                  | -                  | -          | -          | -          | 31     | 4      |
| gen.-ago. 2003          | Vålerenga               | ES                      | 17         | 2          | CN              | 5               | 1               | CU                 | -                  | -                  | -          | -          | -          | 22     | 3      |
| Totale Vålerenga        | Totale Vålerenga        | Totale Vålerenga        | 79+1       | 6+0        |                 | 13+             | 3+              |                    | -                  | -                  |            | -          | -          | 93+    | 9+     |
| ago.-dic. 2003          | AIK                     | A                       | 5          | 0          | CS              | ?               | ?               | CU                 | 2                  | 0                  | -          | -          | -          | 7+     | 0+     |
| 2004                    | AIK                     | A                       | 22         | 1          | CS              | ?               | ?               | -                  | -                  | -                  | -          | -          | -          | 18     | 1      |
| Totale AIK              | Totale AIK              | Totale AIK              | 27         | 1          |                 | ?               | ?               |                    | 2                  | 0                  |            | -          | -          | 29+    | 1+     |
| gen.-giu. 2005          | Roda JC                 | ED                      | 16         | 3          | CO              | -               | -               | -                  | -                  | -                  | -          | -          | -          | 16     | 3      |
| 2005-2006               | Roda JC                 | ED                      | 32         | 0          | CO              | 1               | 0               | Int                | 4                  | 0                  | -          | -          | -          | 37     | 0      |
| 2006-2007               | Roda JC                 | ED                      | 30         | 2          | CO              | 1               | 0               | -                  | -                  | -                  | -          | -          | -          | 31     | 2      |
| 2007-2008               | Roda JC                 | ED                      | 29+1       | 1+0        | CO              | 1               | 0               | -                  | -                  | -                  | -          | -          | -          | 31     | 1      |
| 2008-2009               | Roda JC                 | ED                      | 27+5       | 0+1        | CO              | 1               | 0               | -                  | -                  | -                  | -          | -          | -          | 33     | 1      |
| 2009-2010               | Roda JC                 | ED                      | 23         | 2          | CO              | 1               | 0               | -                  | -                  | -                  | -          | -          | -          | 24     | 2      |
| 2010-2011               | Roda JC                 | ED                      | 34         | 4          | CO              | 3               | 0               | -                  | -                  | -                  | -          | -          | -          | 37     | 4      |
| Totale Roda JC          | Totale Roda JC          | Totale Roda JC          | 191+6      | 10+1       |                 | 8               | 0               |                    | 4                  | 0                  |            | -          | -          | 209    | 11     |
| 2011-gen. 2012          | Al-Khor                 | SL                      | 10         | 1          | -               | -               | -               | -                  | -                  | -                  | -          | -          | -          | 10     | 1      |
| gen.-giu. 2012          | Qatar SC                | SL                      | 7          | 0          | -               | -               | -               | -                  | -                  | -                  | -          | -          | -          | 7      | 0      |
| 2012-gen. 2013          | Al-Khor                 | SL                      | 3          | 0          | -               | -               | -               | -                  | -                  | -                  | -          | -          | -          | 3      | 0      |
| Totale Al-Khor          | Totale Al-Khor          | Totale Al-Khor          | 13         | 1          |                 | -               | -               |                    | -                  | -                  |            | -          | -          | 13     | 1      |
| gen.-mag. 2013          | Al-Wahda                | PL                      | 10         | 0          | -               | -               | -               | -                  | -                  | -                  | -          | -          | -          | 10     | 0      |
| mag.-dic. 2013          | Portland Timbers        | MLS                     | 24         | 0          | USOC            | 2               | 0               | -                  | -                  | -                  | -          | -          | -          | 26     | 0      |
| 2014                    | Portland Timbers        | MLS                     | 20         | 1          | USOC            | 0               | 0               | CCL                | 1                  | 0                  | -          | -          | -          | 21     | 1      |
| Totale Portland Timbers | Totale Portland Timbers | Totale Portland Timbers | 44         | 1          |                 | 2               | 0               |                    | 1                  | 0                  |            | -          | -          | 47     | 1      |
| 2015                    | Van. Whitecaps          | MLS                     | 25         | 3          | CC              | 0               | 0               | CCL                | 1                  | 0                  | -          | -          | -          | 26     | 3      |
| gen.-ago. 2016          | Van. Whitecaps          | MLS                     | 5          | 0          | CC              | 1               | 0               | -                  | -                  | -                  | -          | -          | -          | 6      | 0      |
| Totale Van. Whitecaps   | Totale Van. Whitecaps   | Totale Van. Whitecaps   | 30         | 3          |                 | 1               | 0               |                    | 1                  | 0                  |            | -          | -          | 32     | 3      |
| ago.-dic. 2016          | Van. Whitecaps II       | USL                     | 3          | 0          | -               | -               | -               | -                  | -                  | -                  | -          | -          | -          | 3      | 0      |
| Totale                  | Totale                  | Totale                  | 404+7      | 22+1       |                 | 24+             | 3+              |                    | 8                  | 0                  |            | -          | -          | 443+   | 26+    |

### Cronologia presenze e reti in nazionale
| Cronologia completa delle presenze e delle reti in nazionale ― Norvegia | Cronologia completa delle presenze e delle reti in nazionale ― Norvegia | Cronologia completa delle presenze e delle reti in nazionale ― Norvegia | Cronologia completa delle presenze e delle reti in nazionale ― Norvegia | Cronologia completa delle presenze e delle reti in nazionale ― Norvegia | Cronologia completa delle presenze e delle reti in nazionale ― Norvegia | Cronologia completa delle presenze e delle reti in nazionale ― Norvegia | Cronologia completa delle presenze e delle reti in nazionale ― Norvegia |
| Data                                                                    | Città                                                                   | In casa                                                                 | Risultato                                                               | Ospiti                                                                  | Competizione                                                            | Reti                                                                    | Note                                                                    |
| ----------------------------------------------------------------------- | ----------------------------------------------------------------------- | ----------------------------------------------------------------------- | ----------------------------------------------------------------------- | ----------------------------------------------------------------------- | ----------------------------------------------------------------------- | ----------------------------------------------------------------------- | ----------------------------------------------------------------------- |
| 24-1-2001                                                               | Hong Kong                                                               | Corea del Sud                                                           | 2 – 3                                                                   | Norvegia                                                                | Amichevole                                                              | -                                                                       |                                                                         |
| 20-11-2002                                                              | Vienna                                                                  | Austria                                                                 | 0 – 1                                                                   | Norvegia                                                                | Amichevole                                                              | 1                                                                       |                                                                         |
| 26-1-2003                                                               | Sharja                                                                  | Emirati Arabi Uniti                                                     | 1 – 1                                                                   | Norvegia                                                                | Amichevole                                                              | -                                                                       |                                                                         |
| 28-1-2003                                                               | Mascate                                                                 | Oman                                                                    | 1 – 2                                                                   | Norvegia                                                                | Amichevole                                                              | -                                                                       |                                                                         |
| 12-2-2003                                                               | Candia                                                                  | Grecia                                                                  | 1 – 0                                                                   | Norvegia                                                                | Amichevole                                                              | -                                                                       |                                                                         |
| 22-1-2004                                                               | Hong Kong                                                               | Svezia                                                                  | 0 – 3                                                                   | Norvegia                                                                | Amichevole                                                              | -                                                                       |                                                                         |
| 25-1-2004                                                               | Hong Kong                                                               | Honduras                                                                | 1 – 3                                                                   | Norvegia                                                                | Amichevole                                                              | -                                                                       |                                                                         |
| 28-1-2004                                                               | Singapore                                                               | Singapore                                                               | 2 – 5                                                                   | Norvegia                                                                | Amichevole                                                              | -                                                                       |                                                                         |
| 1-3-2006                                                                | Dakar                                                                   | Senegal                                                                 | 2 – 1                                                                   | Norvegia                                                                | Amichevole                                                              | -                                                                       |                                                                         |
| 6-2-2008                                                                | Wrexham                                                                 | Galles                                                                  | 3 – 0                                                                   | Norvegia                                                                | Amichevole                                                              | -                                                                       |                                                                         |
| Totale                                                                  |                                                                         | Presenze                                                                | 10                                                                      |                                                                         | Reti                                                                    | 1                                                                       |                                                                         |

## Palmarès

### Giocatore

#### Competizioni nazionali
- Coppa di Norvegia: 1

Vålerenga: 2002

### Allenatore
- Canadian Premier League: 1

Pacific: 2021